# Melissa P. (film)
Pour les articles homonymes, voir  Melissa P.
Pour plus de détails, voir Fiche technique et Distribution.
Melissa P., parfois intitulé Melissa P., 15 ans, est un film hispano-italien réalisé par Luca Guadagnino et sorti en 2005. Il s'agit d'une adaptation du roman autobiographique de Melissa Panarello, Cent coups de brosse avant d'aller dormir, publié en 2003.

## Synopsis
Melissa est une adolescente romantique qui rêve de son premier baiser et du beau Daniele. Quand ce dernier l'entraîne, lors d'une fête, vers un bosquet, elle croit son rêve réalisé, mais c'est à une fellation qu'elle se voit pratiquement forcée.
Au lieu de rompre immédiatement avec lui, elle se plie aux propositions libertines qu'il lui fait régulièrement après cela, et Melissa se retrouve entraînée dans une descente aux enfers que personne, dans sa famille, ne soupçonne, à part sa grand-mère. Les rencontres les plus scabreuses se succèdent et la réputation de Melissa pâtit de cette frénésie qu'elle n'a pas la force de refuser. Mais c'est l'amour qu'elle a toujours reçu de ses proches qui la sauvera.

## Fiche technique
- Titre original : Melissa P.
- Réalisation : Luca Guadagnino
- Scénario : Luca Guadagnino, Barbara Alberti et Cristiana Farina, d'après le roman de Melissa Panarello Cent coups de brosse avant d'aller dormir
- Photographie : Mario Amura (it)
- Musique : Lucio Godoy
- Pays d'origine :  Italie et  Espagne
- Langue originale : italien
- Genre : drame
- Durée : 100 minutes
- Dates de sortie :
  - Italie : 18 novembre 2005
  - Espagne : 24 février 2006
  - Belgique : 26 juillet 2006
  - France : 20 septembre 2006

## Distribution
- María Valverde  : Melissa
- Letizia Ciampa (VF : Céline Ronté) : Manuela
- Primo Reggiani (it) : Daniele
- Fabrizia Sacchi : Daria
- Geraldine Chaplin (VF : Sylvie Genty) : Elvira, la grand-mère de Melissa
- Nilo Zimmermanv : Marco
- Elio Germano : Arnaldo
- Alba Rohrwacher : Clelia
- Davide Pasti : Leo
- Francesca Madaro : Livia